# Обручевит
Обручеви́т (оксииттропирохло́р) — редкий минерал, гидратированная ураноиттриевая разновидность в группе пирохлора надгруппы пирохлора.
От пирохлора отличается более высоким содержанием иттрия и урана. Син: иттропирохлор-Y.
Назван в память геолога, географа, путешественника, историка науки и писателя Владимира Афанасьевича Обручева.

## История
Обручевит был впервые обнаружен Е. И. Нефёдовым в 1945 году в пегматитах Северо-западной Карелии (р-н Алакуртти).
Детально описан А. П. Калитой в 1957 году.
Современное международное название — Оксииттропирохлор (IMA): Yttropyrochlore-(Y) of Kalita (1957) [«obruchevite»], Ercit et al. (2003). Oxyyttropyrochlore-(Y) (Atencio, Andrade, Christy, и др., 2010).

## Описание
Слабо радиоактивен, встречается редко, промышленного значения не имеет.
Характерным признаком является ореол вокруг минерала от воздействия радиации.
Содержит редкоземельный элемент иттрий, а также металл ниобий, химическая формула: YNb2O6OH, структурная формула (Y,◻)2Nb2O2O